# Lieurey
Lieurey est une commune française située dans le département de l'Eure, en région Normandie.

## Géographie

### Description
Lieurey est une commune de l'ouest du département de l'Eure. Elle est située dans la région naturelle du Lieuvin, sur un plateau entre la vallée de la Risle, Pont-Audemer, Bernay et le Calvados, à 165 m d'altitude environ. Ses habitants se nomment les Leucoroyaltains et Leucoroyaltaines (mais aussi les Leucorégaliens et Leucorégaliennes).

### Communes limitrophes
| Épaignes, Saint-Sylvestre-de-Cormeilles | La Poterie-Mathieu | Saint-Georges-du-Vièvre    |
| Morainville-Jouveaux                    | Lieurey            | Saint-Jean-de-la-Léqueraye |
| Morainville-Jouveaux                    | Noards             | Noards                     |

### Hydrographie
La commune est située dans le bassin Seine-Normandie. Elle n'est drainée par aucun cours d'eau,.

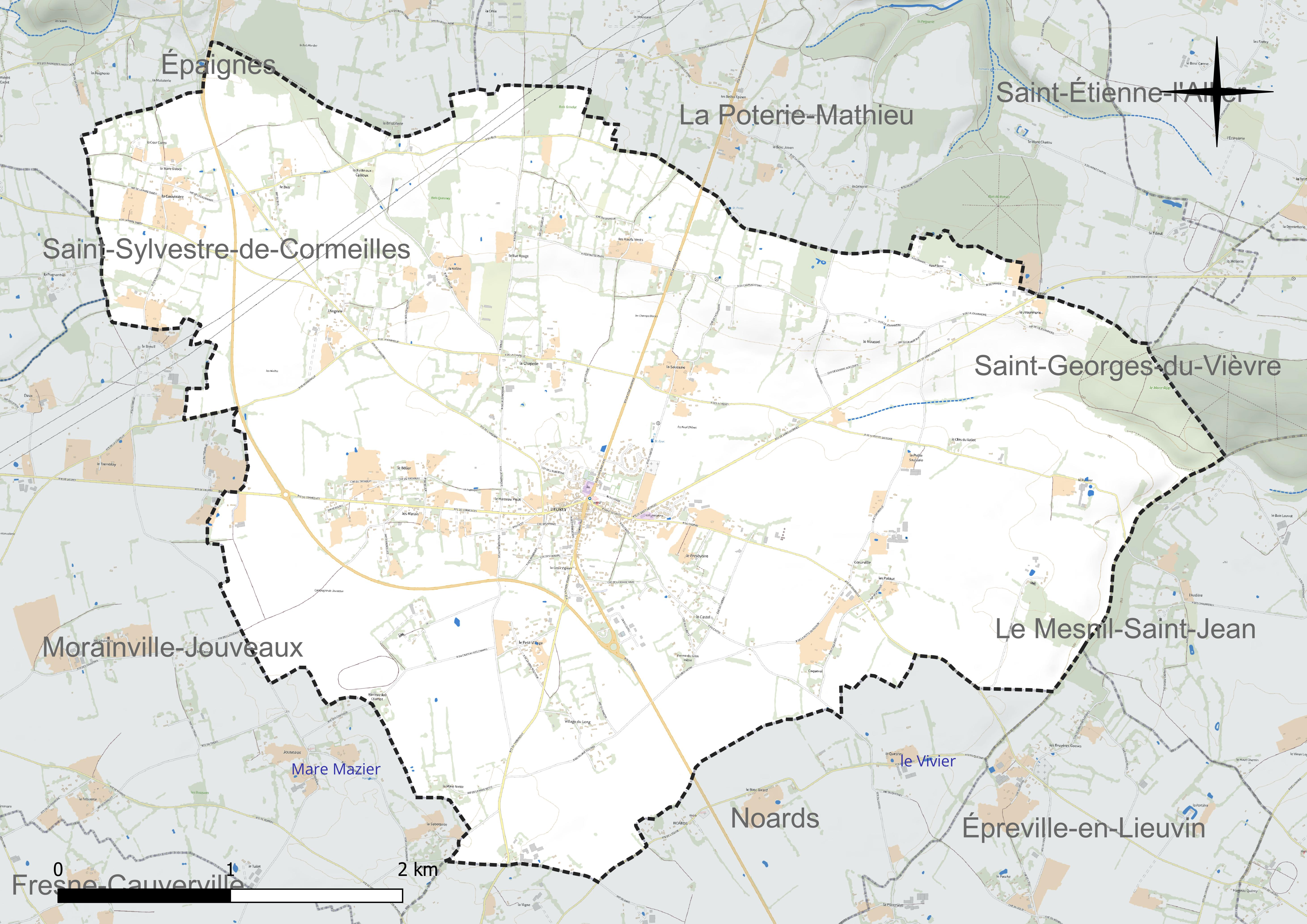
Réseau hydrographique de Lieurey.

### Climat
Le climat qui caractérise la commune est qualifié, en 2010, de « climat océanique franc », selon la typologie des climats de la France qui compte alors huit grands types de climats en métropole. En 2020, la commune ressort du type « climat océanique » dans la classification établie par Météo-France, qui ne compte désormais, en première approche, que cinq grands types de climats en métropole. Ce type de climat se traduit par des températures douces et une pluviométrie relativement abondante (en liaison avec les perturbations venant de l'Atlantique), répartie tout au long de l'année avec un léger maximum d'octobre à février.
Les paramètres climatiques qui ont permis d’établir la typologie de 2010 comportent six variables pour les températures et huit pour les précipitations, dont les valeurs correspondent à la normale 1971-2000. Les sept principales variables caractérisant la commune sont présentées dans l'encadré cicontre :
Avec le changement climatique, ces variables ont évolué. Une étude réalisée en 2014 par la Direction générale de l'Énergie et du Climat complétée par des études régionales prévoit en effet que la  température moyenne devrait croître et la pluviométrie moyenne baisser, avec toutefois de fortes variations régionales. La station météorologique de Météo-France installée sur la commune et mise en service en 2000 permet de connaître l'évolution des indicateurs météorologiques. Le tableau détaillé pour la période 1981-2010 est présenté ci-après.
| Mois                                  | jan.           | fév.         | mars          | avril         | mai           | juin          | jui.          | août          | sep.          | oct.          | nov.          | déc.          | année     |
| ------------------------------------- | -------------- | ------------ | ------------- | ------------- | ------------- | ------------- | ------------- | ------------- | ------------- | ------------- | ------------- | ------------- | --------- |
| Température minimale moyenne (°C)     | 1,7            | 1,7          | 3             | 4,9           | 8,1           | 10,9          | 12,8          | 12,7          | 10,1          | 8,1           | 4,8           | 1,4           | 6,7       |
| Température moyenne (°C)              | 4,2            | 4,9          | 7,2           | 10,1          | 13,1          | 16,4          | 18,2          | 18            | 15,3          | 12            | 7,8           | 4,1           | 11        |
| Température maximale moyenne (°C)     | 6,8            | 8,1          | 11,3          | 15,3          | 18,2          | 22            | 23,6          | 23,2          | 20,4          | 16            | 10,8          | 6,7           | 15,2      |
| Record de froid (°C) date du record   | −10,8 07.01.09 | −14 12.02.12 | −8,1 04.03.05 | −3,8 07.04.21 | −1,2 14.05.10 | 2,2 04.06.01  | 5,1 31.07.15  | 6,1 21.08.03  | 2,1 30.09.18  | −3,2 29.10.03 | −5,3 29.11.10 | −10 26.12.10  | −14 2012  |
| Record de chaleur (°C) date du record | 14,7 09.01.15  | 21 27.02.19  | 25,8 31.03.21 | 28,5 19.04.18 | 29,7 25.05.10 | 36,7 21.06.17 | 41,5 25.07.19 | 38,7 10.08.03 | 33,1 13.09.16 | 28,1 01.10.11 | 22,3 01.11.15 | 16,5 19.12.15 | 41,5 2019 |
| Précipitations (mm)                   | 80,1           | 64,7         | 71,1          | 62,2          | 67,9          | 65,7          | 64,3          | 63,7          | 71,7          | 86            | 85            | 96,7          | 879,1     |

### Milieux naturels et biodiversité

#### ZNIEFF de type 1
- Les prairies des Hauts Vents[13]. Située au cœur d'un secteur bocager, cette ZNIEFF est composée de prairies humides de plateau (formation devenue rare sur les plateaux). Elle abrite une végétation prairiale dont trois espèces déterminantes : la dactylorhize tachetée (orchidée assez rare), la scorsonère humble (espèce rare) et le carvi verticillé (espèce très rare).
- Le bois du Ramier[14].

#### ZNIEFF de type 2
- La vallée de la Risle de Brionne à Pont-Audemer, la forêt de Montfort[15]
- La haute vallée de la Calonne[16].

## Urbanisme

### Typologie
Au 1er janvier 2024, Lieurey est catégorisée bourg rural, selon la nouvelle grille communale de densité à 7 niveaux définie par l'Insee en 2022.
Elle est située hors unité urbaine et hors attraction des villes,.

### Occupation des sols

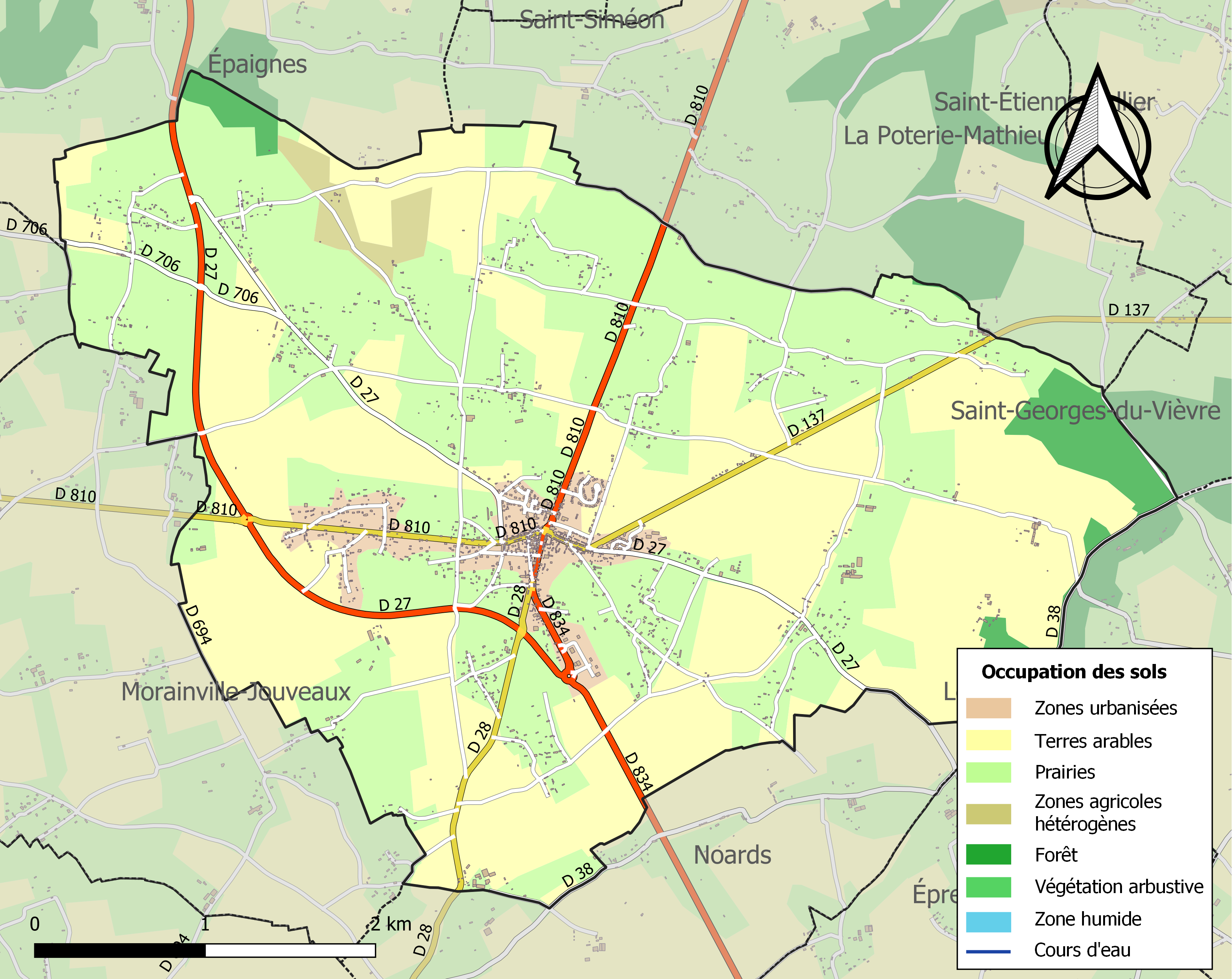
Carte des infrastructures et de l'occupation des sols de la commune en 2018 (CLC).

L'occupation des sols de la commune, telle qu'elle ressort de la base de données européenne d’occupation biophysique des sols Corine Land Cover (CLC), est marquée par l'importance des territoires agricoles (92,3 % en 2018), en diminution par rapport à 1990 (93,4 %). La répartition détaillée en 2018 est la suivante : 
prairies (46,4 %), terres arables (44,5 %), zones urbanisées (4,4 %), forêts (3,3 %), zones agricoles hétérogènes (1,4 %). L'évolution de l’occupation des sols de la commune et de ses infrastructures peut être observée sur les différentes représentations cartographiques du territoire : la carte de Cassini (XVIIIe siècle), la carte d'état-major (1820-1866) et les cartes ou photos aériennes de l'IGN pour la période actuelle (1950 à aujourd'hui).

### Habitat et logement
En 2018, le nombre total de logements dans la commune était de 830, alors qu'il était de 780 en 2013 et de 698 en 2008.
Parmi ces logements, 77 % étaient des résidences principales, 14,6 % des résidences secondaires et 8,4 % des logements vacants. Ces logements étaient pour 93,9 % d'entre eux des maisons individuelles et pour 5,7 % des appartements.
Le tableau ci-dessous présente la typologie des logements à Letteguives en 2018 en comparaison avec celle de l'Eure et de la France entière. Une caractéristique marquante du parc de logements est ainsi une proportion de résidences secondaires et logements occasionnels (14,6 %) supérieure à celle du département (6,3 %) et à celle de la France entière (9,7 %). Concernant le statut d'occupation de ces logements, 69,2 % des habitants de la commune sont propriétaires de leur logement (70,7 % en 2013), contre 65,3 % pour l'Eure et 57,5 pour la France entière.
| Typologie                                               | Lieurey | Eure | France entière |
| ------------------------------------------------------- | ------- | ---- | -------------- |
| Résidences principales (en %)                           | 77      | 85,4 | 82,1           |
| Résidences secondaires et logements occasionnels (en %) | 14,6    | 6,3  | 9,7            |
| Logements vacants (en %)                                | 8,4     | 8,3  | 8,2            |

## Toponymie
Le nom de la localité est attesté sous les formes Liureis (?) en 1066, Lieurray en 1722 (Masseville), Lieuray en 1726 (Dict. univ. de la France), Lieurai en 1749 (Crétien, la Science sublime), Lieuvrey en 1782 (Dict. des postes), Saint Martin de Lieurey en 1792 (1er suppl. à la liste des émigrés), Lieurei-Montroti en 1828 (L. Dubois).
Il s'agit vraisemblablement d'un type toponymique en -acon > -(i)-acum, suffixe d'origine gauloise localisant et marquant, plus tard, la propriété. Au Moyen Âge, la forme prise par ce suffixe est généralement -ei, souvent latinisée en -eium, -eyum dans les documents médiévaux. Dans cette partie de l'Eure, cette terminaison est souvent notée -ey.
Le premier élément Lieur-, issu d'un radical *lior- / liur- est indéterminé. Il s'agit vraisemblablement d'une formation homonyme de Lieury (Calvados, Lioreium au XIIIe siècle).
Le gentilé des habitants les Leucoroyaltain(e)s est, comme souvent, basé sur une étymologie fantaisiste, -rey ayant été vu comme une terminaison représentant la forme normande de « roi ».

## Histoire
Une grande activité professionnelle des habitants de Lieurey, au XVIIIe siècle, était la fabrication de rubans, pour décorer les habits. Ils portaient le nom de rubaniers[réf. nécessaire].

## Politique et administration

### Rattachements administratifs et électoraux

#### Rattachements administratifs
La commune se trouve depuis 1926 dans l'arrondissement de Bernay du département de l'Eure.
Elle faisait partie depuis 1801 du canton de Saint-Georges-du-Vièvre. Dans le cadre du redécoupage cantonal de 2014 en France, cette circonscription administrative territoriale a disparu, et le canton n'est plus qu'une circonscription électorale.

#### Rattachements électoraux
Pour les élections départementales, la commune fait partie depuis 2014 du canton de Beuzeville
Pour l'élection des députés, elle fait partie de la troisième circonscription de l'Eure.

### Intercommunalité
Lieurey était membre de la communauté de communes du Vièvre-Lieuvin, un établissement public de coopération intercommunale (EPCI) à fiscalité propre créé fin 1996  et auquel la commune avait transféré un certain nombre de ses compétences, dans les conditions déterminées par le code général des collectivités territoriales.
Dans le cadre des dispositions de la loi portant nouvelle organisation territoriale de la République du 7 août 2015, qui prévoit que les établissements publics de coopération intercommunale (EPCI) à fiscalité propre doivent avoir un minimum de 15 000 habitants, cette intercommunalité a fusionné avec ses voisines  pour former, le 1er janvier 2017, la communauté de communes Lieuvin Pays d'Auge dont est désormais membre la commune.

### Liste des maires successifs
| Période                                  | Période                        | Identité        | Étiquette | Qualité |
| ---------------------------------------- | ------------------------------ | --------------- | --------- | --- |
| Les données manquantes sont à compléter. |                                |                 |           | |
| mars 1989                                | 2014                           | Élisabeth Simon |           | Chevalière de la Légion d'honneur |
| 2014                                     | mai 2020                       | Jacques Auber   | UDI       | Retraité |
| mai 2020,                                | octobre 2021                   | Isabelle Simon  | SE        | Agricultrice, belle-fille d’Élisabeth Simon Présidente du SIVOS (avant 2020 → ? ) Vice-présidente de la CC Lieuvin Pays d'Auge (2020 → 2021) Démissionnaire |
| janvier 2022,                            | En cours (au 13 décembre 2023) | Guy Lainey      |           | Artisan Vice-président de la CC Lieuvin Pays d'Auge (2022 → )                                                                                               |

### Jumelage
Les quatorze communes de l'ancien canton de Saint-Georges-du-Vièvre sont jumelées avec :
- Slimbridge (Royaume-Uni).

## Équipements et services publics

### Enseignement
Les enfants de la commune sont scolarisés dans l'école maternelle publique et l'école primaire publique administrée par le SIVOS créé en 2008. Il accueille, à la rentrée 2016, 100 enfants dans le premier et 158 enfants dans le second établissement.
Les écoles disposent d'une cantine.

### Culture
Une médiathèque fonctionne à Lieurey.

### Action sociale et santé
La création d'une maison de santé est prévue par l'intercommunalité sur un terrain donné par la commune.
.
La commune dispose d'une maison des associations et d'un foyer rural, dont la rénovation est envisagée après une consultatioin des habitants intervenue en 2021.
La maison d’accueil rurale pour personnes âgées (MARPA) de l’Aubertine est implantée à Lieurey

### Sports
Le stade de football est rénové en 2020/2021.
Par ailleurs, une aire de jeux pour les enfants ainsi qu'un city-stade et le skatepark ont été aménagés en 2020,

### Justice, sécurité, secours et défense
La commune dispose  depuis 2019 d'un dispositif de vidéosurveillance dont le renforcement est envisagé en 2021,.

## Population etr société

### Démographie

#### Évolution démographique
L'évolution du nombre d'habitants est connue à travers les recensements de la population effectués dans la commune depuis 1793. Pour les communes de moins de 10 000 habitants, une enquête de recensement portant sur toute la population est réalisée tous les cinq ans, les populations de référence des années intermédiaires étant quant à elles estimées par interpolation ou extrapolation. Pour la commune, le premier recensement exhaustif entrant dans le cadre du nouveau dispositif a été réalisé en 2007.

En 2022, la commune comptait 1 471 habitants, en évolution de +1,59 % par rapport à 2016 (Eure : −0,25 %, France hors Mayotte : +2,11 %).
| 1793  | 1800  | 1806  | 1821  | 1831  | 1836  | 1841  | 1846  | 1851  |
| ----- | ----- | ----- | ----- | ----- | ----- | ----- | ----- | ----- |
| 2 307 | 2 493 | 2 497 | 2 620 | 2 682 | 2 711 | 2 542 | 2 283 | 2 343 |

| 1856  | 1861  | 1866  | 1872  | 1876  | 1881  | 1886  | 1891  | 1896  |
| ----- | ----- | ----- | ----- | ----- | ----- | ----- | ----- | ----- |
| 2 280 | 2 209 | 2 152 | 1 975 | 1 892 | 1 804 | 1 647 | 1 522 | 1 420 |

| 1901  | 1906  | 1911  | 1921  | 1926  | 1931  | 1936  | 1946  | 1954  |
| ----- | ----- | ----- | ----- | ----- | ----- | ----- | ----- | ----- |
| 1 352 | 1 344 | 1 238 | 1 057 | 1 099 | 1 043 | 1 056 | 1 162 | 1 121 |

| 1962  | 1968  | 1975  | 1982  | 1990  | 1999  | 2006  | 2007  | 2012  |
| ----- | ----- | ----- | ----- | ----- | ----- | ----- | ----- | ----- |
| 1 128 | 1 060 | 1 051 | 1 075 | 1 155 | 1 186 | 1 323 | 1 342 | 1 401 |

| 2017  | 2022  | - | - | - | - | - | - | - |
| ----- | ----- | - | - | - | - | - | - | - |
| 1 451 | 1 471 | - | - | - | - | - | - | - |

#### Pyramide des âges
En 2018, le taux de personnes d'un âge inférieur à 30 ans s'élève à 33,4 %, soit en dessous de la moyenne départementale (35,2 %). À l'inverse, le taux de personnes d'âge supérieur à 60 ans est de 32,2 % la même année, alors qu'il est de 25,5 % au niveau départemental.
En 2018, la commune comptait 714 hommes pour 749 femmes, soit un taux de 51,2 % de femmes, légèrement inférieur au taux départemental (51,26 %).
Les pyramides des âges de la commune et du département s'établissent comme suit.
| Hommes | Classe d’âge | Femmes |
| ------ | ------------ | ------ |
| 0,6    | 90 ou +      | 2,6    |
| 8,3    | 75-89 ans    | 11,2   |
| 21,0   | 60-74 ans    | 20,6   |
| 20,1   | 45-59 ans    | 20,2   |
| 14,0   | 30-44 ans    | 14,5   |
| 17,0   | 15-29 ans    | 13,6   |
| 19,1   | 0-14 ans     | 17,4   |

| Hommes | Classe d’âge | Femmes |
| ------ | ------------ | ------ |
| 0,6    | 90 ou +      | 1,6    |
| 6,4    | 75-89 ans    | 8,8    |
| 17,3   | 60-74 ans    | 18,1   |
| 20,7   | 45-59 ans    | 20     |
| 18,8   | 30-44 ans    | 18,6   |
| 16,3   | 15-29 ans    | 14,5   |
| 20     | 0-14 ans     | 18,3   |

### Manifestations culturelles et festivités
Sa célèbre foire aux harengs le 11 novembre : pendant la guerre de Cent Ans, un convoi de harengs était resté bloqué par la neige à Lieurey. Pour ne pas perdre la marchandise, une grande vente fut organisée. Cette tradition est toujours perpétuée et la foire de Lieurey est la plus importante de la région avec près de 10 000 visiteurs chaque année. Tous les ans, cette grande foire populaire a lieu le 11 novembre à Lieurey. Le hareng en est la vedette avec une grande vente et un concours du plus gros mangeur de hareng.

### Cultes
Pour le culte catholique, les fidèles disposent de l'église Saint-Martin, rattachée à la paroisse « Montgeoly » du diocèse d'Évreux.

## Économie
Un mercredi sur deux, Lieurey est le siège de l'un des trois marchés au cadran de Normandie, géré par la Sicamon, pour la vente aux enchères d'animaux.

## Culture locale et patrimoine

### Lieux et monuments

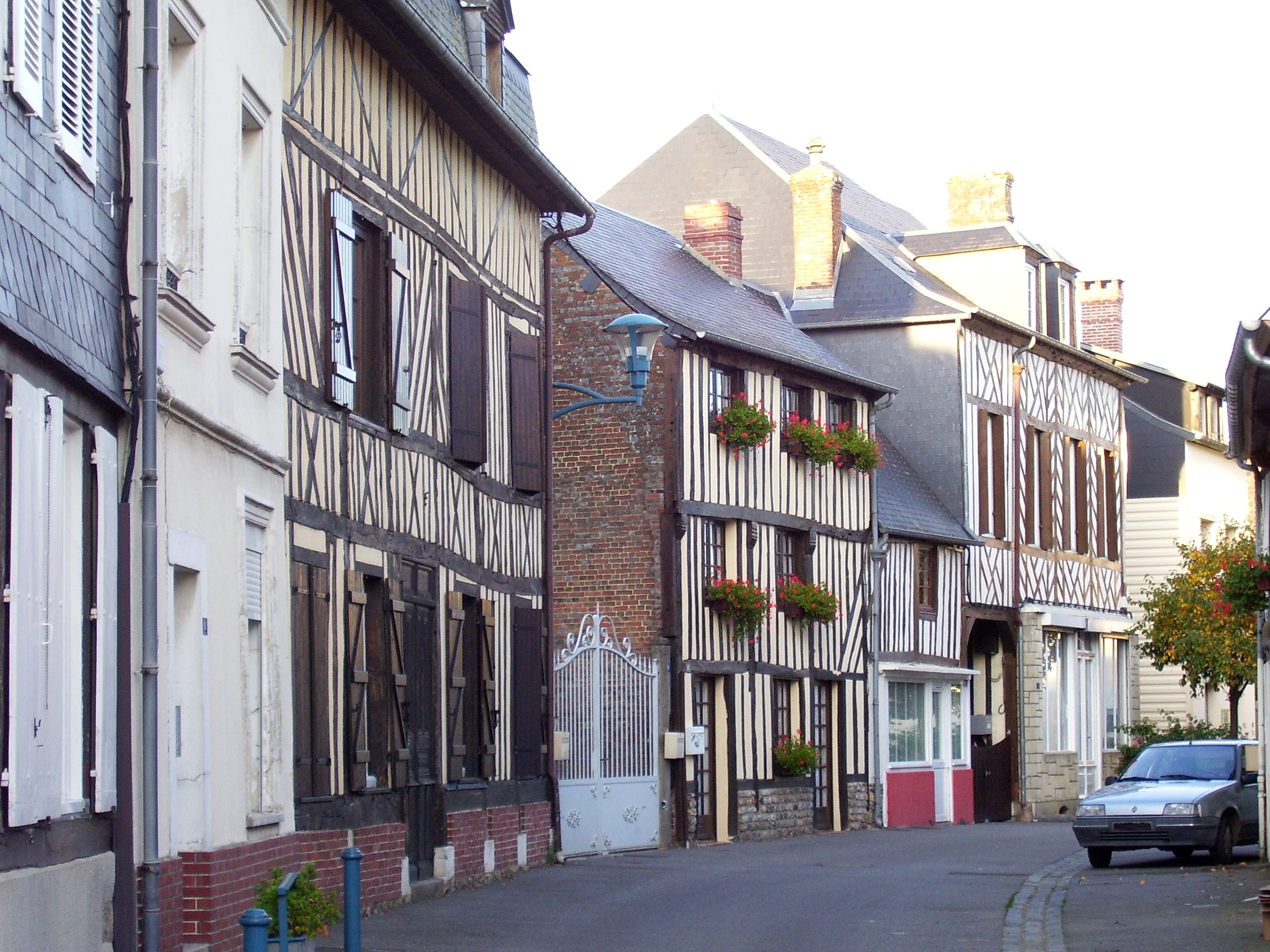
L'île Bavarde.

Lieurey compte plusieurs monuments :
- l'église Saint-Martin (XIIe et XIXe siècles)[52]. Le chœur et la tour du clocher ont été construits au XIIe siècle. Le bras sud du transept date du XVIe siècle. Le XIXe siècle a vu la restauration de la nef et du chœur, puis la construction du bras nord du transept et de la façade ouest. Enfin, des travaux de restauration du collatéral et du bras du transept sud ont été effectués au cours de la première moitié du XXe siècle. Le vitrail de l'Assomption est signé de Julien Vosch (1885 à Tilff en Belgique-1935), installé dans les années 1920 à Montreuil). Cette réalisation vaut à l'édifice le label « Patrimoine du XXe siècle »[53].
- le presbytère (XIXe siècle)[54] ;
- le château du Coudray (XVIe siècle)[55] ;
- le château des Champs (XVIIe siècle)[56]. Le château fut construit pour Jacques de Maxuel[57] ;
- la chapelle Sainte-Madeleine (XVIIIe siècle) au lieu-dit la Chapelle[58] : association des amis de la chapelle dissoute en 1998, et chapelle en ruine en 2021[59] ;
- le monument aux morts (1922)[60] ;
- la mairie (1880)[61] ;
- une usine textile dite Usine Louis Aubert (1827) au lieu-dit le Hameau Picot[62]. Cette manufacture fut fondée par Louis Aubert. On y fabriquait des étoffes appelées aubertines ;
- une ferme du XVIIIe siècle au lieu-dit la Chapelle[63] ;
- de nombreuses maisons du XVIIIe et du XIXe siècle[64],[65],[66],[67],[68],[69].

L'église Saint-Martin
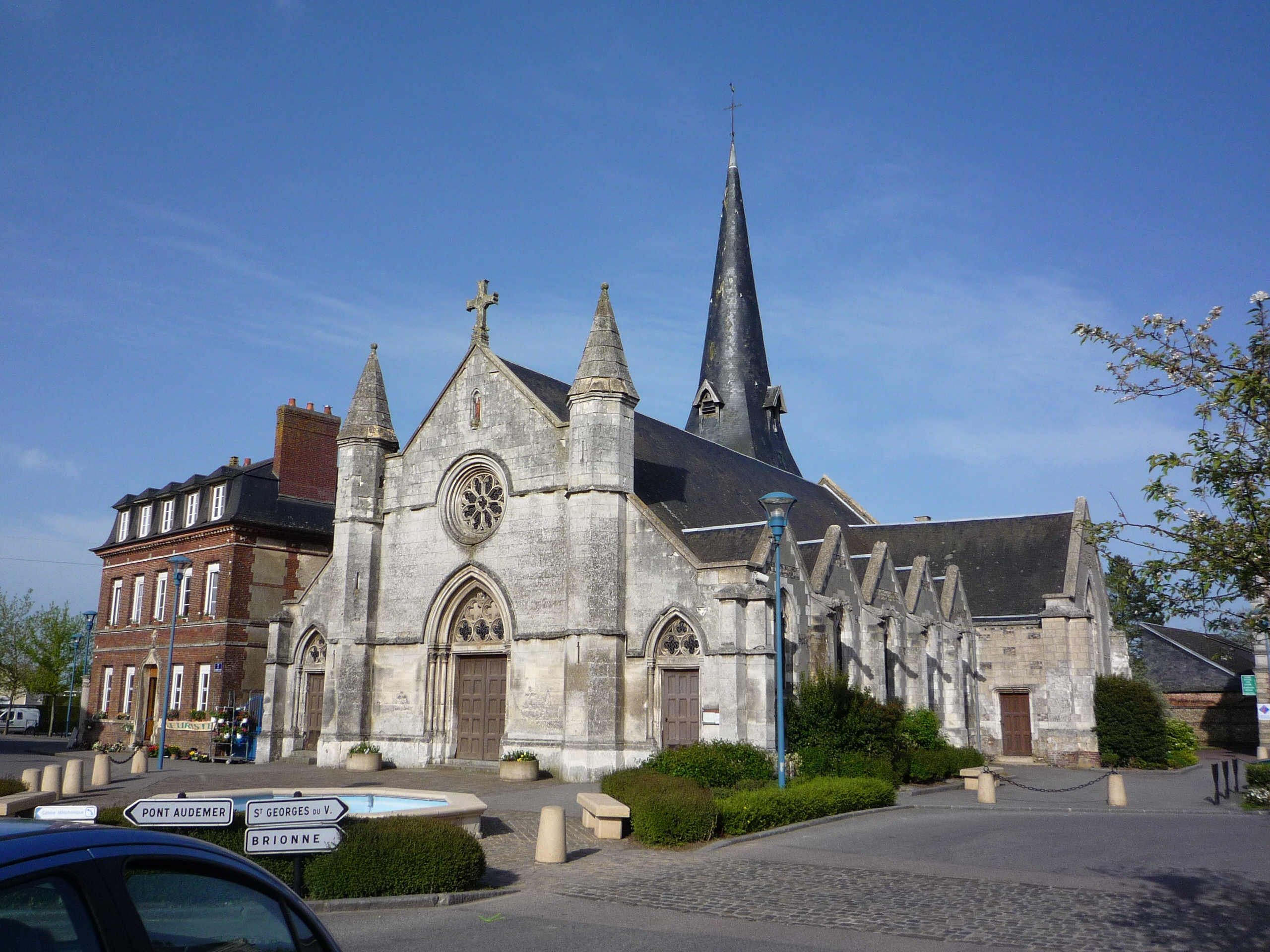
Vue d'ensemble.
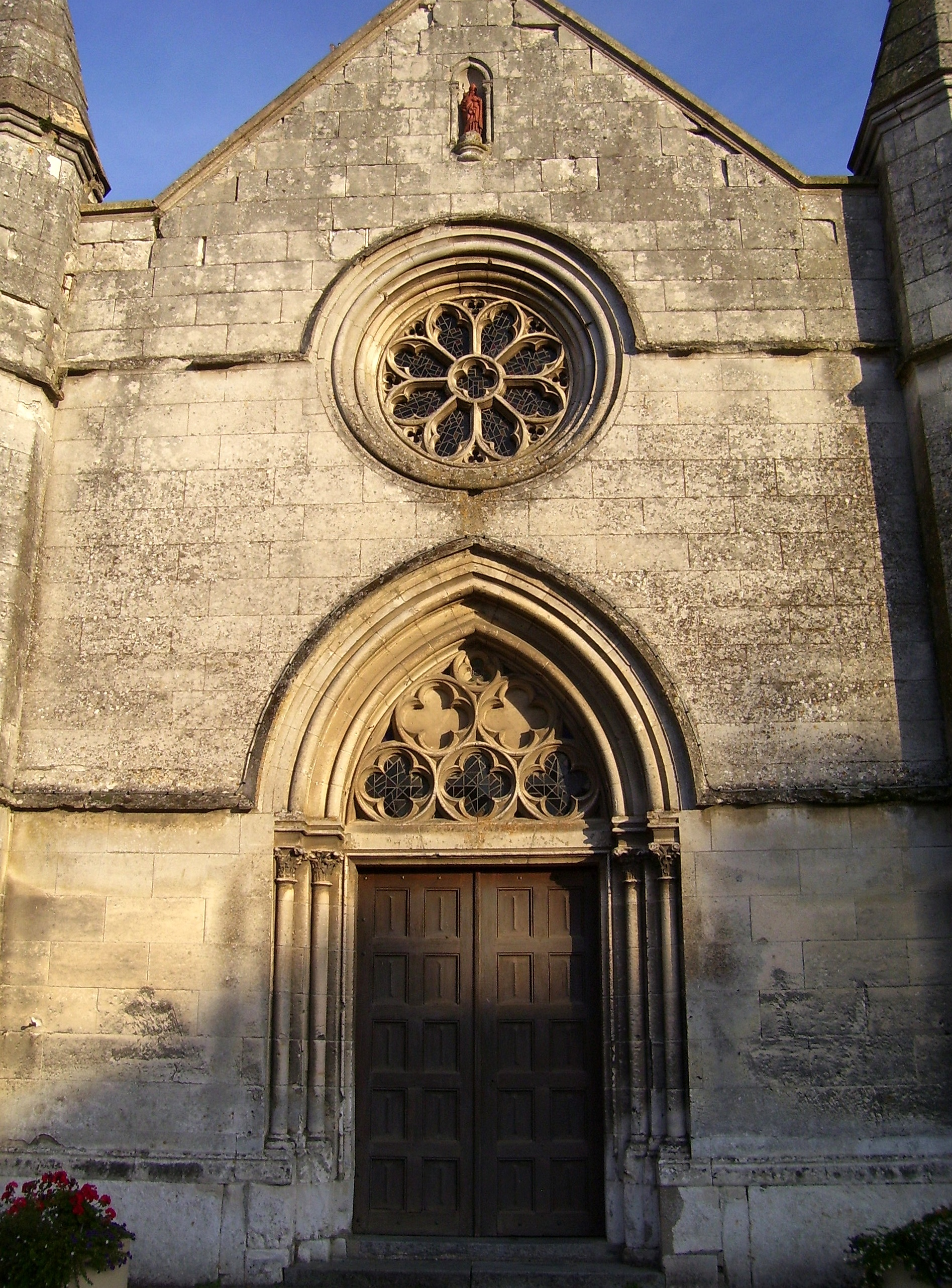
Façade ouest.
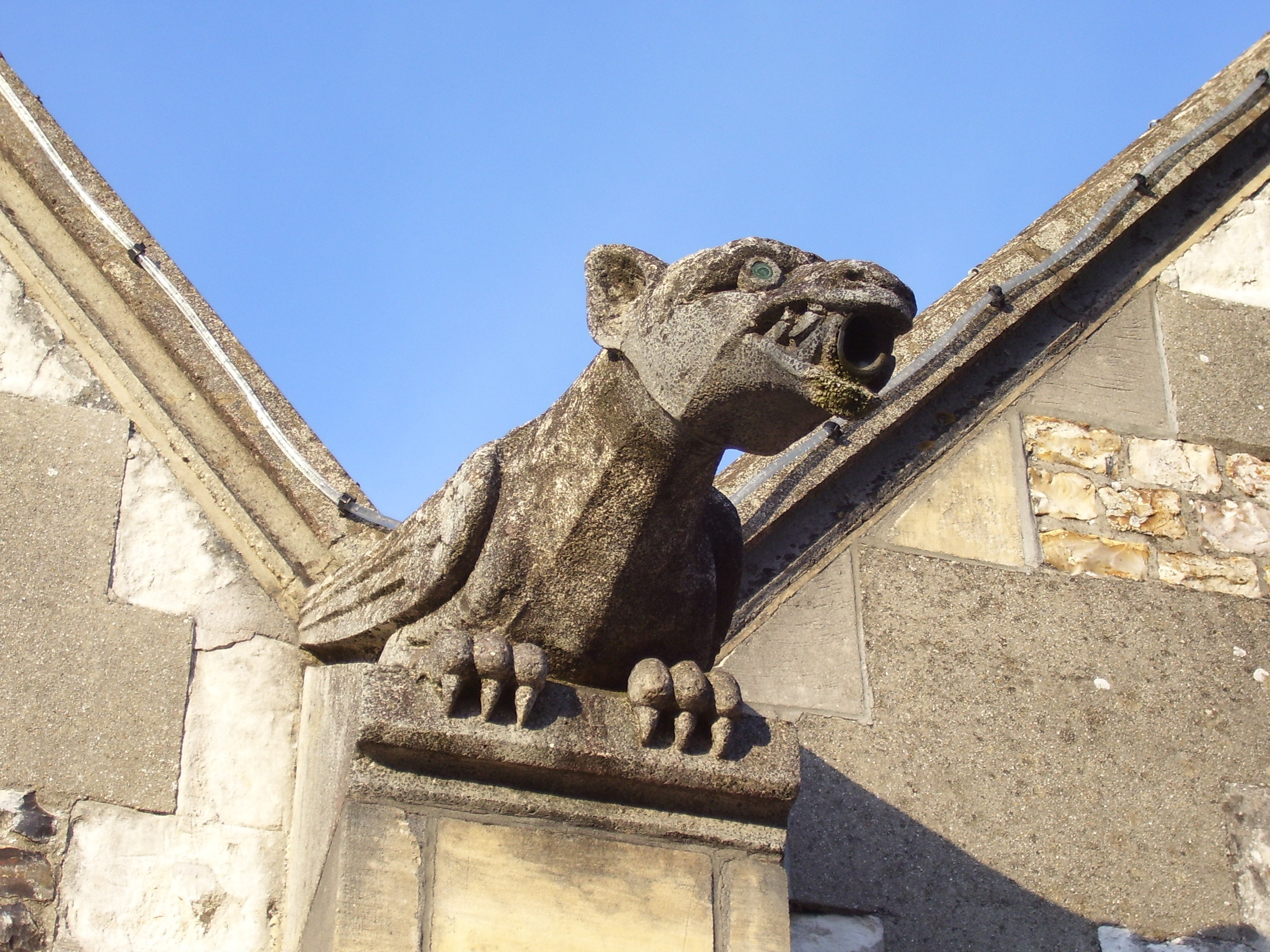
Une gargouille.
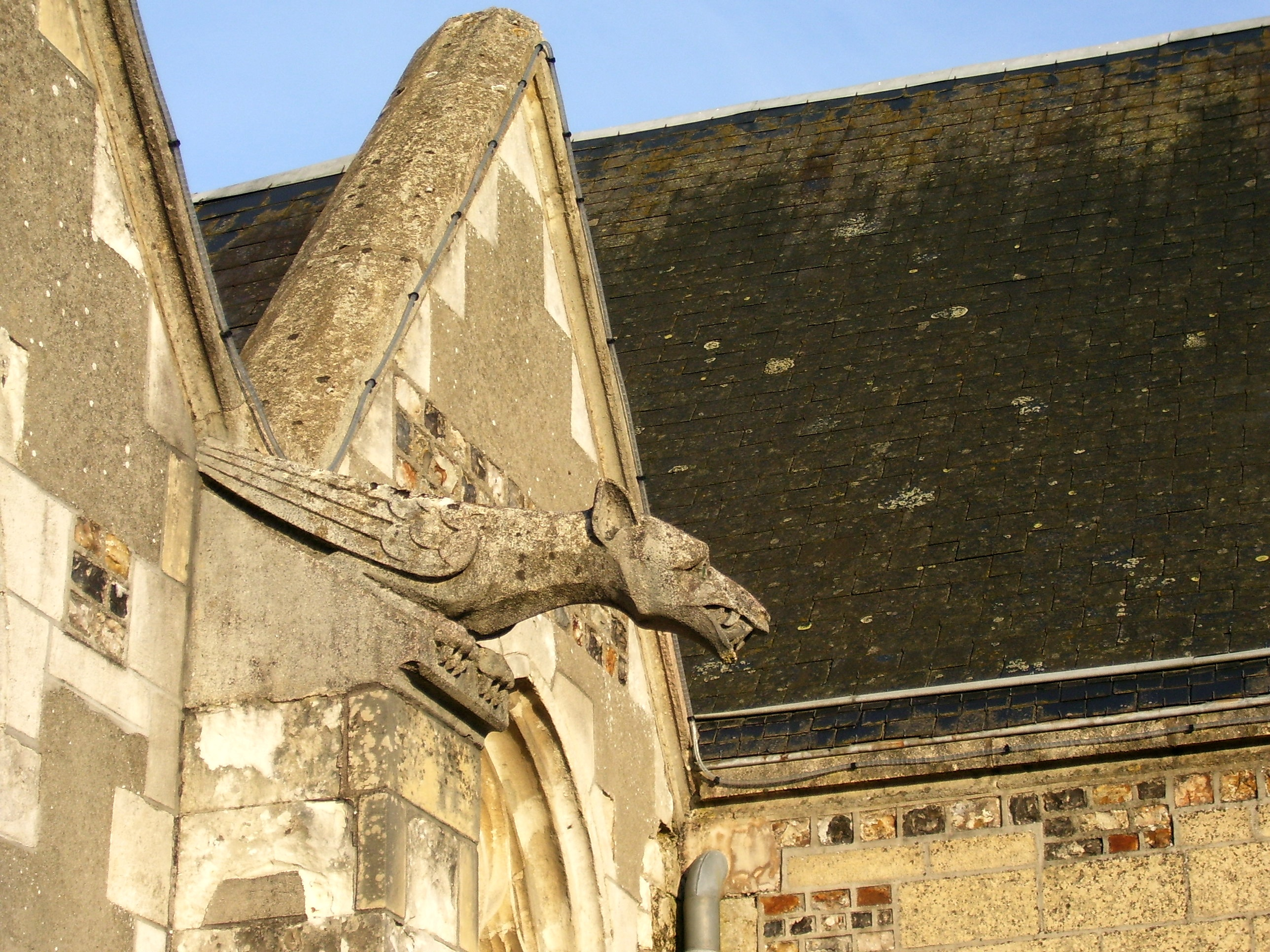
Une gargouille.
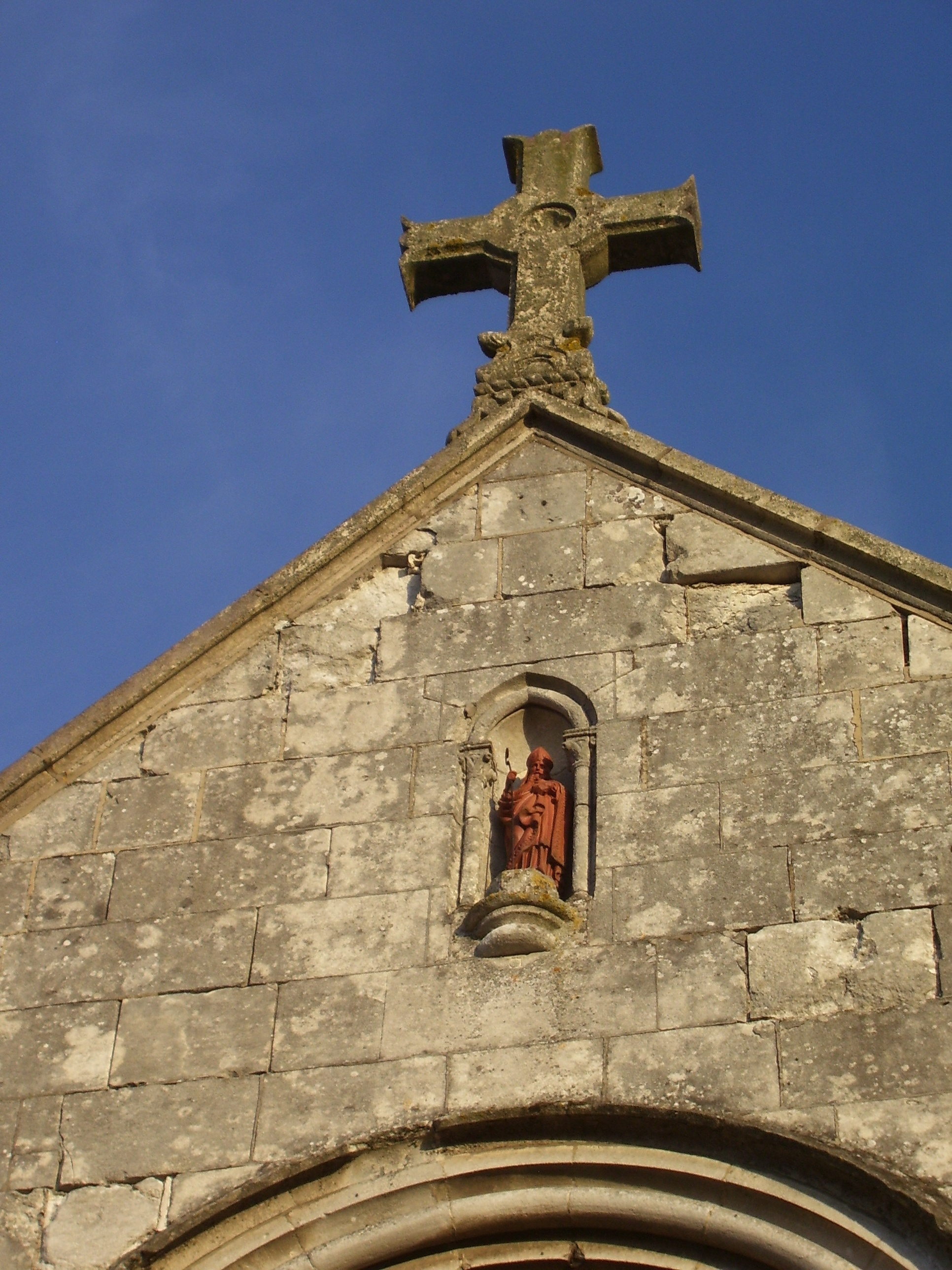
Statue sur la façade ouest.

### Personnalités liées à la commune
- Pierre-Louis-Antipas Bulande, Patron honoraire haut justicier des bourgs et paroisse de Lieurey avant la Révolution
- Henri Bénard (1874-1939), physicien français à l'origine de l'observation des cellules de Bénard ;
- Maurice Bertrand, le Monsieur de Chez Maxim's.
- Le prêtre Denis Vadeboncœur, condamné à deux reprises pour avoir agressé sexuellement des enfants en 1985 au Canada puis en 2005 en France après avoir exercé à Lieurey[70],[71].

### Héraldique
| Blason de Lieurey | Blason  | D'azur à la croix cousue de gueules cantonnée de quatre molettes d'or. |
| Blason de Lieurey | Détails | Le statut officiel du blason reste à déterminer.                       |